# Сепо Рати
Сепо Хенрик Рати (фин. Seppo Henrik Räty; Хелсинки, 27. април 1962.) је некадашњи фински атлетичар који се такмичио у бацању копља. Био је светски шампион у Риму 1987. Био је и освајач три олимпијске медаље (сребро 1992. и бронзе 1988. и 1996.).
Његов лични рекорд у бацаљу копља од 96,96 метара, постављен 1991. године, био је један од његова два светска рекорда са тада „новим копљем“. Међутим, ово бацање је изведено коришћењем „Немет“ копља које је ИААФ крајем 1991. године забранила. Сви рекорди направљени коришћењем овог копља су ретроспективно избрисани од 20.9.1991, али остају ратификовани светски рекорди које је признала ИААФ. Његово најбоље бацање са новим копљем је 90,60 м, остварено 1992. године.
Након завршетка активне такмичарске каријере, Рати је постао атлетски тренер.